# Paul Reverdy
Pour les articles homonymes, voir Reverdy.
Paul Reverdy, né le 5 septembre 1924 à Paris et mort le 19 juillet 2006 à Cahors, est un chef d'entreprise français, inspecteur général des finances, directeur à la direction des finances et des affaires économiques à la préfecture de Paris, directeur de cabinet de ministre chargé de la Recherche scientifique et des Questions atomiques et spatiales, secrétaire général de la Société nationale des chemins de fer français (SNCF) de 1980 à 1983 et président de la Régie autonome des transports parisiens (RATP) de 1986 à 1989.